# Bloober Team
Bloober Team S.A. ist ein polnisches Entwicklungsstudio für Videospiele mit Sitz in Krakau. Das im November 2008 von Piotr Babieno und Piotr Bielatowicz gegründete Unternehmen ist für Layers of Fear, Observer und Layers of Fear 2 bekannt. Im Januar 2018 erhielt Bloober Team die Paszport Polityki Auszeichnung in der Kategorie "Digitale Kultur".

## Geschichte
Bloober Team wurde von Piotr Babieno und Piotr Bielatowicz gegründet. Das Studio wurde am 6. November 2008 offiziell eröffnet. Babieno wurde Chief Executive Officer vom Unternehmen.
Einer der Wendepunkte in der Geschichte von Bloober Team war die Entwicklung von Basement Crawl. Nach den schlechten Bewertungen vom Spiel überarbeitete Bloober Team das Spiel, es wurde das Kernspielkonzept wiederverwendet und neue Grafiken, neue Spielmechaniken, eine neue Story und neue Spielmodi eingefügt. Der neue Titel Brawl wurde den Besitzern von Basement Crawl kostenlos als Download angeboten.
Bloober Team erhielt am 10. Januar 2018 die Paszport Polityki Auszeichnung in der Kategorie "Digital Culture". Ein neues Projekt mit dem Codenamen Project Méliès wurde am 8. März 2018 angekündigt. Im Oktober 2018 wurde Layers of Fear 2 (ehemals Project Méliès) angekündigt, das 2019 von Gun Media veröffentlicht werden soll.

## Entwickelte Spiele
| Titel                               | Jahr | Genre                         | Plattform                                                       |
| ----------------------------------- | ---- | ----------------------------- | --------------------------------------------------------------- |
| History Egypt Engineering an Empire | 2010 | Strategie                     | iOS, Windows, Wii, Nintendo DS, PlayStation Portable            |
| Hospital Havoc                      | 2010 | Simulation                    | Nintendo DS                                                     |
| Music Master: Chopin                | 2010 | Musik                         | iOS, Windows, macOS                                             |
| Double Bloob                        | 2011 | Action                        | Nintendo DSi                                                    |
| Paper Wars: Cannon Fodder           | 2011 | Strategie                     | Wii, Nintendo DS, PlayStation Portable, Xbox 360                |
| A-Men                               | 2012 | Puzzle                        | Windows, PlayStation Vita, PlayStation 3                        |
| Deathmatch Village                  | 2013 | Mehrspieler-Online-Kampfarena | PlayStation Vita, PlayStation 3                                 |
| A-Men 2                             | 2013 | Puzzle                        | Windows, PlayStation Vita, PlayStation 3                        |
| Basement Crawl                      | 2014 | Action                        | PlayStation 4                                                   |
| Brawl                               | 2015 | Action                        | Android, Windows, Linux, macOS, Nintendo Switch, PlayStation 4  |
| Layers of Fear                      | 2016 | Psychologischer Horror        | Windows, Linux, macOS, Nintendo Switch, PlayStation 4, Xbox One |
| Observer                            | 2017 | Psychologischer Horror        | Windows, Linux, macOS, Nintendo Switch, PlayStation 4, Xbox One |
| Layers of Fear 2                    | 2019 | Psychologischer Horror        | Windows, PlayStation 4, Xbox One                                |
| Blair Witch                         | 2019 | Psychologischer Horror        | Windows, PlayStation 4, Xbox One                                |
| The Medium                          | 2021 | Psychologischer Horror        | Windows, Xbox Series X, PlayStation 5                           |
| Silent Hill 2 (Remake)              | 2024 | Survival-Horror               | Windows, PlayStation 5                                          |

### Abgebrochene Spiele
- Gender Wars für iOS[7]
- Future Fight, ehemaliger Titel Gender Wars: The Battle, für iOS[7][8]
- Last Flight für Wii[9]